# マックス・グラデル
マックス＝アラン・グラデル（Max-Alain Gradel, 1987年11月30日 - ）は、コートジボワール・アビジャン出身のサッカー選手。スィヴァススポル所属。コートジボワール代表。ポジションはFWで、両サイド、特に右サイドのウィングとしてプレーする。

## 経歴

### クラブ
レスター・シティのユースから2007年にトップチームに昇格し、2007年5月5日にレスター・シティと自身初のプロ契約を結んだ。2007-08シーズン当初は1ヶ月間の期限付きでボーンマスでプレー。後に期限が2007年内、シーズン終了後までと延長され、シーズンを通しボーンマスでプレーし34試合で9得点を記録。2008年2月6日にはレスター・シティとの契約を3年延長。半年後の2008年8月14日には2012年6月まで契約を延長した。レスター・シティに戻った2008-09シーズンはリーグ戦27試合に出場し、チームのフットボールリーグ1優勝、チャンピオンシップ昇格に貢献した。
2009-10シーズンはリーズ・ユナイテッドへレンタル移籍しレギュラーとしてプレー。1月に一旦レスター・シティに復帰するも、活躍を認められリーズ・ユナイテッドへ完全移籍し2年半の契約を結んだ。このシーズンはリーグ戦32試合に出場し6得点を挙げ、リーズ・ユナイテッドのチャンピオンシップ昇格に貢献。しかしチームが昇格を決めたブリストル・ローヴァーズ戦では暴力行為により退場処分を受けた。2010-11シーズンはリーグ戦41試合に出場し18得点を挙げる活躍をみせ、シーズン終了後にはチーム年間最優秀選手賞の、ファン選出部門、選手選出部門の両方を受賞した。またこの活躍からプレミアリーグのニューカッスル・ユナイテッドやブンデスリーガのハンブルガーSVが獲得に興味を示した。
2011年8月30日にリーグ・アンのサンテティエンヌへ完全移籍し、4年契約を結んだ。2014-15シーズンはリーグ戦23試合に出場し17得点を挙げる活躍をみせた。
2015年8月4日にボーンマスへ移籍するが、8月29日のレスター・シティ戦で靱帯を負傷し、長期離脱を強いられた。
2017年8月16日、トゥールーズへレンタル移籍した。期間は1年間。
2018年6月25日、トゥールーズへ完全移籍した。
2020年シーズンからトルコのスィヴァススポルでプレーしている。

### 代表
2010年11月10日のポーランドとの親善試合でコートジボワール代表に初招集され、2011年6月5日のアフリカネイションズカップ2012予選、ベナン戦で代表デビュー。2012年8月15日のロシアとの親善試合で代表初得点を挙げた。
2014 FIFAワールドカップに臨むコートジボワール代表に選出され、グループリーグ第2戦のコロンビア戦に先発出場した。
アフリカネイションズカップ2015ではグループリーグ第2戦のマリ戦に途中出場し87分に同点ゴールを挙げ引き分けに持ち込むと、第3戦のカメルーン戦ではコートジボワールをグループ首位通過に導く決勝点を挙げた。決勝トーナメントからは3試合全てに先発出場し、コートジボワールの優勝に貢献した。

## 代表歴

### 出場大会
- コートジボワール代表
  - 2014 FIFAワールドカップ

### 試合数
- 国際Aマッチ 106試合 17得点（2011年-）[13]

| コートジボワール代表 | 国際Aマッチ | 国際Aマッチ |
| 年                   | 出場        | 得点        |
| -------------------- | ----------- | ----------- |
| 2011                 | 4           | 0           |
| 2012                 | 15          | 2           |
| 2013                 | 5           | 0           |
| 2014                 | 9           | 3           |
| 2015                 | 10          | 3           |
| 2016                 | 8           | 1           |
| 2017                 | 8           | 1           |
| 2018                 | 6           | 1           |
| 2019                 | 13          | 1           |
| 2020                 | 4           | 0           |
| 2021                 | 9           | 3           |
| 2022                 | 10          | 2           |
| 2023                 | 5           | 0           |
| 2024                 |             |             |
| 通算                 | 106         | 17          |

### 得点
| #   | 日時           | 場所           | 相手             | スコア | 結果 | 大会                                  |
| --- | -------------- | -------------- | ---------------- | ------ | ---- | ------------------------------------- |
| 1.  | 2012年8月15日  | モスクワ       | ロシア           | 1–1    | 1–1  | 親善試合                              |
| 2.  | 2012年9月8日   | アビジャン     | セネガル         | 4–2    | 4–2  | アフリカネイションズカップ2013予選    |
| 3.  | 2014年3月5日   | ブリュッセル   | ベルギー         | 2–2    | 2–2  | 親善試合                              |
| 4.  | 2014年10月11日 | キンシャサ     | コンゴ民主共和国 | 1–2    | 1–2  | アフリカネイションズカップ2015予選    |
| 5.  | 2014年11月14日 | アビジャン     | シエラレオネ     | 1–3    | 1–5  | アフリカネイションズカップ2015予選    |
| 6.  | 2015年1月24日  | マラボ         | マリ             | 1–1    | 1–1  | アフリカネイションズカップ2015        |
| 7.  | 2015年1月28日  | マラボ         | カメルーン       | 0–1    | 0–1  | アフリカネイションズカップ2015        |
| 8.  | 2015年3月29日  | アビジャン     | 赤道ギニア       | 1–1    | 1–1  | 親善試合                              |
| 9.  | 2016年3月29日  | ハルツーム     | スーダン         | 0–1    | 1–1  | アフリカネイションズカップ2017予選    |
| 10. | 2017年9月2日   | リーブルヴィル | ガボン           | 0–1    | 0–3  | 2018 FIFAワールドカップ・アフリカ予選 |
| 11. | 2018年9月9日   | キガリ         | ルワンダ         | 2–0    | 2–1  | アフリカネイションズカップ2019予選    |
| 12. | 2019年7月1日   | カイロ         | ナミビア         | 1–1    | 1–4  | アフリカネイションズカップ2019        |

## タイトル

### クラブ
レスター・シティ
- フットボールリーグ1：2008-09

サンテティエンヌ
- クープ・ドゥ・ラ・リーグ：2012-13

スィヴァススポル
- テュルキエ・クパス：2021-22

### 代表
コートジボワール代表
- アフリカネイションズカップ：2015

### 個人
- リーズ・ユナイテッド年間最優秀選手（ファン選出部門）：2010-11
- リーズ・ユナイテッド年間最優秀選手（選手選出部門）：2010-11